# Шемета, Дмитрий Сергеевич
Дми́трий Серге́евич Шеме́та (укр. Дмитро Сергійович Шемета) — украинский военнослужащий, старший лейтенант, участник российско-украинской войны. Герой Украины (2024).

## Биография
Во время российского вторжения в Украину служил младшим лейтенантом в составе Национальной гвардии Украины. В феврале 2024 года, возглавляя разведывательную группу, обнаружил вражескую диверсионно-разведывательную группу и предотвратил прорыв украинских позиций. Лично уничтожал захватчиков и их технику, несмотря на плотные обстрелы, сдерживал вражеские наступления. В мае 2024 года, во время эвакуации, получил ранения обеих ног в результате атаки российского беспилотника.

## Награды
- Звание «Герой Украины» с удостоением ордена «Золотая Звезда» (30 сентября 2024) — за личное мужество и героизм, проявленные в защите государственного суверенитета и территориальной целостности Украины, верность военной присяге[1].